# Maria Sibylla Merian-Preis
Mit dem Maria Sibylla Merian-Preis zeichnete zwischen 1994 und 2009 das Hessische Ministerium für Wissenschaft und Kunst Künstlerinnen aus. Der nach der Frankfurter Naturforscherin und Künstlerin Maria Sibylla Merian benannte Preis wurde an bildende Künstlerinnen vergeben, „die durch die Qualität ihres Werks einen besonderen Beitrag zur Förderung und Entwicklung von Kunst und Kultur in Hessen geleistet“ hatten. Er war mit 15.000 Euro dotiert und konnte geteilt werden.
Der Preis für 2009 wurde der Installationskünstlerin Andrea Büttner im Schloss Biebrich überreicht. Mitglieder der Jury waren Jutta Schütt (Städel Museum), Marianne Heinz (Museumslandschaft Hessen Kassel), Tamara Grcic (Maria Sibylla Merian-Preisträgerin 2000), Ralf Beil (Institut Mathildenhöhe, Darmstadt) und Rein Wolfs (Kunsthalle Fridericianum, Kassel).
Einen weiteren „Maria Sibylla Merian-Preis“ vergab zwischen 1998 und 2005 das Essener Kolleg für Geschlechterforschung an der Universität Duisburg-Essen an junge Wissenschaftlerinnen.
Seit dem Jahr 2025 wird der ehemals vom Hessischen Ministerium für Wissenschaft und Kunst vergebene „Maria Sibylla Merian-Preis“ vom Museum Wiesbaden fortgeführt, finanziert durch die Alfred-Weigle-Stiftung. Mit einem Preisgeld in Höhe von € 15.000,00 richtet sich der Preis nun an angehende Künstlerinnen und Naturwissenschaftlerinnen. Jeweils € 7.500,00 stehen für die Realisierung eines Druckwerkes zur Verfügung, das in besonderer Weise Aufmerksamkeit erfahren soll.

## Preisträgerinnen (1994–2009)
- 1994 Abisag Tüllmann und Irene Peschick
- 1995 Dorothee von Windheim, Ehrenpreis an Christa von Schnitzler
- 1996 Marta Hoepffner und Gabriele Muschel
- 1997 Barbara Klemm und Nicole Van den Plas
- 1999 Inge Rambow und Annegret Soltau
- 2000 Tamara Grcic
- 2001 Lucie Beppler und Haegue Yang
- 2002 Ayse Erkmen
- 2004 Mara Eggert und Bea Emsbach
- 2007 Nathalie Grenzhaeuser und Silke Wagner
- 2009 Andrea Büttner